# Zjlobin rajon
Zjlobіn rajon (belarusiska: Жлобінскі раён: Zjlobinski rajon, även ryska: Жлобинский район: Zjlobinskij rajon) är ett distrikt i Belarus.  Det ligger i Homels voblast, i den centrala delen av landet, 200 km sydost om huvudstaden Minsk. Huvudort är Zjlobіn.